# Ayuntamiento de Sinaloa
El Ayuntamiento de Sinaloa es el organismo que se encarga del gobierno y de la administración del Municipio de Sinaloa, Sinaloa, México. Está presidido por María León Rubio. 
Inició sesiones el 1 de enero de 1917 por un decreto publicado en el Diario Oficial de la Federación en 1915, desmarcándose así del Ayuntamiento de Guasave. Su primer presidente municipal fue Victoriano Brambila Colmenares. La sede del poder se encuentra ubicado en la presidencia municipal localizada en el centro histórico de Sinaloa de Leyva, su cabecera municipal.  

## Alcaldes
| Partido                 | Nombre                         | Período   | Notas     |
| ----------------------- | ------------------------------ | --------- | --------- |
|                         | Victoriano Brambila Colmenares | 1917-1918 | .         |
|                         | Rosendo Verdugo                | 1919-1920 | .         |
|                         | Epifanio Briones               | 1921-1922 | .         |
|                         | Alfonso Montoya Castro         | 1923-1924 | .         |
|                         | Eligio Rojo Leyva              | 1925-1926 | .         |
|                         | Antonio Gil                    | 1927-1928 | .         |
|                         | Juvencio Rojo Fonseca          | 1929-1930 | .         |
|                         | Joaquín Luis Ibarra            | 1931-1932 | .         |
|                         | Juvencio Rojo Fonseca          | 1933-1934 | .         |
|                         | Alfonso Montoya Cota           | 1935-1936 | .         |
|                         | Juan Sandoval Pérez            | 1937-1938 | .         |
|                         | Encarnación B. García          | 1939-1940 | .         |
|                         | Manuel Félix Gálvez            | 1941-1942 | .         |
|                         | Rafael A. Cuevas               | 1943-1944 | .         |
|                         | Antonio Valdez Balderrama      | 1945-1946 | .         |
|                         | Pablo Juventino García         | 1947-1948 |           |
|                         | Eduardo Solorio Gámez          | 1949-1950 |           |
|                         | Juan Moreno Valenzuela         | 1951-1953 |           |
|                         | Manuel de Jesús García Castro  | 1954-1956 |           |
|                         | Juan Bautista Obeso Esquivel   | 1957-1959 |           |
|                         | Daniel Gámez Enríquez          | 1960-1962 |           |
|                         | José Rosario Valenzuela López  | 1963-1965 |           |
|                         | Pablo Moreno Mendoza           | 1966-1968 |           |
|                         | Juan Sandoval Peña             | 1969-1971 |           |
|                         | Espiridión Iturrios Forbes     | 1972-1974 |           |
|                         | Jesús Báez Valenzuela          | 1975-1977 |           |
|                         | Pablo Moreno Cota              | 1978-1980 |           |
|                         | Juan Antonio Guerrero Quintero | 1981-1983 |           |
|                         | Eduardo Solorio Gámez          | 1984-1986 |           |
|                         | Héctor Moreno Cota             | 1987-1989 |           |
|                         | Porfirio Lugo Cruz             | 1990-1992 |           |
|                         | Jesús Higuera Laura            | 1993-1995 |           |
|                         | Luis Alejandro Canobbio Valdez | 1996-1998 |           |
|                         | Gaspar Álvarez                 | 1999-2001 |           |
|                         | Saúl Rubio                     | 2002-2004 |           |
|                         | Wilfredo Veliz Figueroa        | 2005-2007 |           |
|                         | Gustavo Alonso Félix López     | 2007-2010 |           |
|                         | Saúl Rubio Valenzuela          | 2010-2013 |           |
| Javier Enrique Peña Vea | 2013                           | Interino  |           |
|                         | Aaron Verduzco Lugo            | 2014-2016 |           |
|                         | Radamés Veliz Quiñonez         | 2016-2018 |           |
|                         | María Beatriz León Rubio       | 2018-2021 | Véase más |
|                         | Rolando Mercado Araujo         | 2021-2024 |           |
|                         | Rolando Mercado Araujo         | 2024-2027 |           |